# Kanton La Rochelle-4
Kanton La Rochelle-4 (fr. Canton de La Rochelle-4) je francouzský kanton v departementu Charente-Maritime v regionu Poitou-Charentes. Kanton tvoří část města La Rochelle.